# Hugh Foot, barone Caradon
Hugh Foot, barone Caradon (Plymouth, 8 ottobre 1907 – Plymouth, 5 settembre 1990), è stato un diplomatico britannico.

## Biografia
Era il figlio di Isaac Foot, un politico liberale, e di sua moglie, Eva Mackintosh. Studiò a Leighton Park School e al St John's College (Cambridge), dove è stato Presidente della Cambridge Union e anche della Cambridge University Liberal Club.

## Carriera
Durante la seconda guerra mondiale è stato nominato amministratore delle Forze armate britanniche in Cirenaica, mentre era segretario coloniale di Cipro (1943-1945). Dopo la guerra, ha servito come segretario coloniale della Giamaica (1945-1947), capo segretario per la Nigeria (1947-1950) e Governatore della Giamaica (1951-1957).
Tornò a Cipro come ultimo governatore coloniale e comandante in capo delle forze britanniche (1957-1960). Nel 1961 è diventato ambasciatore britannico al Consiglio di amministrazione delle Nazioni Unite. Dopo che il Partito Laburista ha vinto le elezioni politiche nel 1964, Foot divenne Ministro di Stato per gli Affari Esteri e ambasciatore britannico alle Nazioni Unite (1964-1970).
Nel 1964 è stato creato Barone Caradon, di St. Cleer nella Contea di Cornovaglia, il titolo si riferisce a Caradon Hill su Bodmin Moor, non lontano dal castello di Trematon, che era il suo paese d'origine.
Massone, fu membro attivo della Gran Loggia unita d'Inghilterra..

## Matrimonio
Sposò, il 26 marzo 1936, Florence Sylvia Tod (?-1985), figlia di Arthur Tod. Ebbero quattro figli:
- Paul Mackintosh (8 novembre 1937-2004), sposò in prime nozze Monica Beckinsale, ebbero due figli, e in seconde nozze Roseann Harty, ebbero un figlio;
- Sarah Dingle (24 settembre 1939), sposò Timothy Burbury, ebbero due figli;
- Oliver Isaac (19 settembre 1946), sposò Nancy Bruce, ebbero due figlie;
- Benjamin Arthur (19 agosto 1949), sposò Sally Jane Rudkin, ebbero due figli.

## Morte
Morì il 5 settembre 1990, all'età di 82 anni.